# صلاح‌الدین تاش‌دوغان
صلاح‌الدین تاش‌دوغان (انگلیسی: Selahattin Taşdöğen؛ زادهٔ ۱۹ ژوئیهٔ ۱۹۵۱) بازیگر اهل ترکیه است. وی از سال ۱۹۶۹ میلادی تاکنون مشغول فعالیت بوده‌است.